# Студвей
«Студвей» (Studway) — українське інтернет-видання про освіту, студентське життя та можливості для молоді.

## Історія
Проєкт «Студвей» був заснований восени 2013 року українською теле- та радіоведучою, журналісткою Тетяною Тереховою. Мета проєкту – допомагати молоді жити яскравіше, знаходити мотивацію, планувати професійний розвиток та вирушати у подорожі.
«Студвей» є популярним студентським онлайн-виданням в Україні, підтримує освітні, наукові та загальнокультурні ініціативи. На сайті є стрічка новин, аналітичні статті, розважальні матеріали, спецпроєкти та блоги авторів.
Головними редакторами були Юлія Закутня, Варвара Баришнєва, Наталя Судакова, Іван Новіков.

## Контент
Видання висвітлює події української освіти — повідомляє останні новини, роз'яснює законодавчі зміни та правила, слідкує за важливими подіями у студентському житті (наприклад, за подіями пов'язаними з відрахуванням активістів КНУ протесту, відстороненням Катерини Амосової від посади ректора НМУ, виборами ректора у НПУ).
Значну частину матеріалів присвячено вивченню іноземних мов — англійської, німецької, польської, італійської, іспанської та інших мов світу. Зокрема, зібрано інформацію про складання мовних тестів. У розділі «Конспекти» зібрані матеріали журналістів з відкритих лекцій — тематика варіюється від побудови кар'єри в міжнародних організаціях до подорожей та старту власної справи.
Частину матеріалів присвячено освіті за кордоном — особливостям навчання у різних країнах, можливостям отримати стипендію чи грант на навчання, історіям з власного досвіду випускників.
Командою видання було створено українські субтитри до навчальних відео від Радіо BBC 4, які коротко й доступно пояснюють природу різних феноменів.
Матеріали на сайті публікуються українською мовою.

### Спеціальні проєкти
- «Студвей-можливості» — можливості для студентів: стажування, волонтерства[6], програми обміну, школи, курси, лекції, майстер-класи.
- «Студвей 911» — сервіс безоплатної юридичної допомоги. Кожен студент має можливість поставити запитання на юридичну тематику та отримати план вирішення своєї проблеми.
- «Топ-менеджмент освіти» — серія інтерв'ю «Топ-менеджмент освіти» Тетяни Терехової з відомими представниками української системи освіти — Інною Совсун[7], Олегом Дерев'янком[8], Віктором Огнев'юком[9], Михайлом Згуровським[10], Катериною Амосовою[11], Ігорем Лікарчуком[12], Андрієм Мелешевичем[13], Валерієм Копійкою[14].
- «100 років студентства» — автор спецпроєкту Анна Олійник відтворила збірний образ українського студентства 1917—2017 років. Для зручності зазначений період часу розбитий на декади — у кожній зібрані основні події періоду, скани архівних документів та фото.
- Спільно з SEED Grant, стипендійною програмою для студентів з України та Молдови, «Студвей» розробив посібник зі вступу на MBA.
- «Світ через 100 років» — спецпроєкт, в якому автор Анна Олійник разом з експертами прогнозувала, що нас чекає у майбутньому — якими будуть світ загалом та столиця України зокрема, які технології змінять виші. Ілюстратор: Дарія Скибченко.
- Спільно з громадською організацією Democracy Reporting International Ukraine підготували серію матеріалів: способи захистити права в Україні, база для створення вдалих проєктів, історія боротьби студентів за демократію та інші.

### Офлайн події
У 2014 році до першого дня народження видання було започатковано Studway Awards — щорічну премію для талановитої молоді, церемонію нагородження студентів за визначні досягнення.
«Студвей» також виступив організатором ряду офлайн-подій. Наприклад, влаштував публічну дискусію «Як встигати вчитись і жити» за участі Дани Павличко та Дмитра Вольфа, організував ряд лекцій та live-трансляцію про освіту в Німеччині з Анною Кухарук, лекції про фізіологію сексу з біологом Яриною Вишенською.